# オーランド海

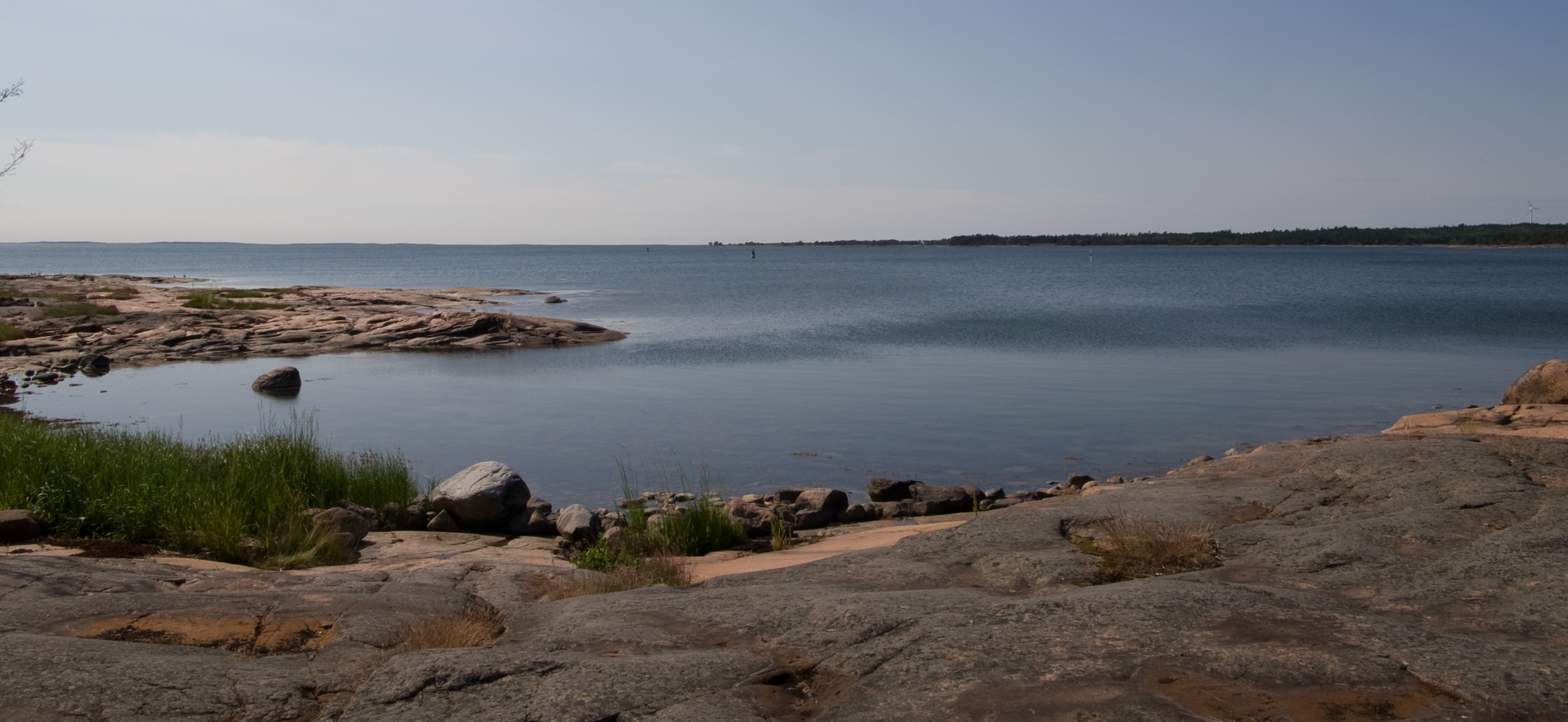
エケロ島から見たオーランド海

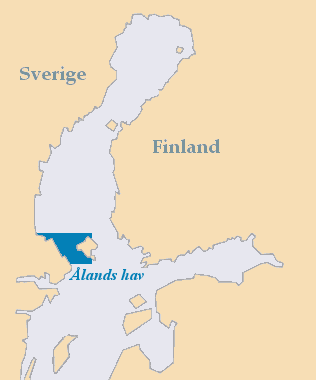
オーランド海

オーランド海（オーランドかい、典: Ålands hav）は、ボスニア湾南部に位置する、オーランド諸島とスウェーデン本土との間の海域。クヴァルケン（Kvarken）およびボスニア海を、バルト海とつないでいる。最狭部はソドラ・クヴァルケン（典: Södra Kvarken）またはサウス・クヴァルケン（South Kvarken）と呼ばれる。